# Liste der Kulturdenkmäler in Hamburg-Kirchwerder
Die Liste der Kulturdenkmäler in Hamburg-Kirchwerder enthält die in der Denkmalliste ausgewiesenen Denkmäler auf dem Gebiet des Stadtteils Kirchwerder der Freien und Hansestadt Hamburg.
Basis ist der Datensatz Denkmalliste Hamburg auf dem Transparenzportal Hamburg. Dieser enthält alle Objekte, die rechtskräftig nach dem Hamburger Denkmalschutzgesetz vom 5. April 2013 unter Denkmalschutz stehen (§ 6 Abs. 1 DSchG HA) oder zumindest zeitweise standen. Die Denkmalliste steht auch als PDF-Dokument zur Verfügung. Alle Denkmäler in Kirchwerder, die schon nach dem Denkmalschutzgesetz vom 3. Dezember 1973, zuletzt geändert am 27. November 2007, unter Denkmalschutz standen, sind auch auf der Liste der Kulturdenkmäler im Hamburger Bezirk Bergedorf zu finden.

## Legende
- ID: Gibt die vom Denkmalschutzamt Hamburg vergebene Objekt-ID (Identifikationsnummer) des Kulturdenkmals an, (in Klammern gegebenenfalls die Denkmalnummer nach altem Denkmalschutzgesetz).
- Adresse: Nennt den Straßennamen und, wenn vorhanden, die Hausnummer des Kulturdenkmals. Die Grundsortierung der Liste erfolgt nach dieser Adresse.
- Art: Zeigt an, ob es ein Objekt („O“) oder ein Ensemble („E“) ist.
- Datierung: Gibt die Datierung an; das Jahr der Fertigstellung bzw. den Zeitraum der Errichtung.
- Ensemble: Gibt die Nummer des Ensembles an, zu der das Objekt gehört, bzw. bei Ensembles die Nummer des Ensembles selbst.

Hinweis: Die Grundsortierung der Liste erfolgt nach der Adresse und ist alternativ nach ID, Art (Objekt oder Ensemble), Typ, Datierung, Entwurf oder Kurzbeschreibung sortierbar.

| ID               | Adresse                                                      | Art | Typ                                                                | Kurzbeschreibung                                                                                     | Datierung                                                                              | Entwurf                                            | Ensemble | Bild           |
| ---------------- | ------------------------------------------------------------ | --- | ------------------------------------------------------------------ | --- | -------------------------------------------------------------------------------------- | -------------------------------------------------- | -------- | -------------- |
| 27590 (1503)     | Durchdeich an der Nordwestecke des Grundstücks Nr. 47 (Lage) | O   | Grenzstein                                                         | | 19. Jh., vermutl.                                                                      |                                                    |          | BW             |
| 27595 (832)      | Heinrich-Osterath-Straße 1 (Lage)                            | O   | Wohnwirtschaftsgebäude                                             | | 1862                                                                                   |                                                    |          | BW             |
| 26772            | Heinrich-Osterath-Straße 26, 28 (Lage)                       | O   | Wohnhaus                                                           | | 1804                                                                                   |                                                    |          | BW             |
| 29778 (1536)     | Heinrich-Osterath-Straße 45 (Lage)                           | O   | Schulgebäude; Toilettenhaus; Bäume                                 | Schulhaus mit Toilettenhaus und drei Linden                                                          | 1882; 1909/1919                                                                        | Lohse (1882); Höger, Fritz (1909)                  |          | weitere Bilder |
| 29788 (862)      | Heinrich-Osterath-Straße 189 (Lage)                          | O   | Hofanlage (Wohnwirtschaftsgebäude; Scheune; u. a.)                 | Hofanlage mit Wohnwirtschaftsgebäude, Scheune und Hoffläche                                          | 1850 (Wohnwirtschaftsgebäude)                                                          |                                                    |          | BW             |
| 29787 (497)      | Heinrich-Osterath-Straße 199 (Lage)                          | O   | Wohnwirtschaftsgebäude                                             | Wohnwirtschaftsgebäude und Eisenzaun                                                                 | 1854                                                                                   |                                                    |          | BW             |
| 26775 (601)      | Heinrich-Osterath-Straße 254 (Lage)                          | O   | Kate                                                               | | 1850, um                                                                               |                                                    |          | BW             |
| 26771 (374)      | Hower Brack 19 (Lage)                                        | O   | Hufnerhaus                                                         | | 1747                                                                                   |                                                    |          | BW             |
| 26777 (762)      | Hower Brack 29 (Lage)                                        | O   | Kate                                                               | | 1759 (vermutl.)                                                                        |                                                    |          | BW             |
| 26767 (1870)     | Hower Hauptdeich 41 (Lage)                                   | O   | Kate                                                               | | 1660, nach; 19. Jh                                                                     |                                                    |          | BW             |
| 29770 (1446)     | Hower Hauptdeich 133a (Lage)                                 | O   | Bauernhaus; Windbäume                                              | Bauernhaus und Windbäume                                                                             | 1870; 1911                                                                             |                                                    |          | BW             |
| 29777            | Kirchenheerweg 6 (Lage)                                      | O   | Pastorat; u. a.                                                    | Pastorat mit Pastoratsgarten, Grotte einschl. Denkmal, Brückchen, Eichenhain und Vierländer Pforte   | 1924                                                                                   | Distel & Grubitz (Distel, Hermann/Grubitz, August) |          | BW             |
| 26765            | Kirchenheerweg 7 (Lage)                                      | O   | Wohngebäude/Gasthaus                                               | | 1870, um                                                                               |                                                    |          | BW             |
| 31125            | Kirchenheerweg 12 (Lage)                                     | E   |                                                                    | Kirche St. Severin Kirchwerder                                                                       |                                                                                        |                                                    | 31125    | weitere Bilder |
| 27626 (6)        | Kirchenheerweg 12 (Lage)                                     | O   | Friedhofskapelle                                                   | | 1898                                                                                   |                                                    | 31125    | BW             |
| 27627 (6)        | Kirchenheerweg 12 (Lage)                                     | O   | Friedhof                                                           | Friedhof Kirchwerder                                                                                 | 13. jh., 1. Hälfte; 1892 Erweiterung                                                   |                                                    | 31125    | weitere Bilder |
| 27628 (6)        | Kirchenheerweg 12 (Lage)                                     | O   | Glockenturm                                                        | St. Severin Kirchwerder, Glockenturm                                                                 | 1771                                                                                   |                                                    | 31125    | weitere Bilder |
| 27629 (6)        | Kirchenheerweg 12 (Lage)                                     | O   | Kirche                                                             | St. Severin Kirchwerder                                                                              | 1311; 1785–91                                                                          |                                                    | 31125    | weitere Bilder |
| 29773 (254)      | Kirchenheerweg 12 (Lage)                                     | O   | Grabsteine                                                         | Sammlung von Grabsteinen auf dem Friedhof                                                            | 16. Jh.-19. Jh.                                                                        |                                                    |          | weitere Bilder |
| 29772            | Kirchenheerweg 14 (Lage)                                     | O   | Gasthaus; Remise; u. a.                                            | Gastwirtschaftsgebäude, Remise, Hintergebäude, Pflasterung und Windbäume                             | 1749                                                                                   |                                                    |          | BW             |
| 26763            | Kirchenheerweg 24 (Lage)                                     | O   | Wohnhaus                                                           | | 1855                                                                                   |                                                    |          | BW             |
| 29779            | Kirchenheerweg 223 (Lage)                                    | O   | Schulgebäude; Wohngebäude (Lehrerwohnhaus)                         | Schulhaus und Lehrerwohnhaus                                                                         | 1914/20                                                                                |                                                    |          | weitere Bilder |
| 27632            | Kirchenheerweg nördlich von Nr. 10 (Lage)                    | O   | Kriegerdenkmal (Kriegerdenkmal 1864/66)                            | | 1866, nach                                                                             |                                                    |          |                |
| 27633            | Kirchenheerweg nördlich von Nr. 10 (Lage)                    | O   | Kriegerdenkmal (Kriegerdenkmal 1870/71)                            | | 1871, nach                                                                             |                                                    |          |                |
| 27634            | Kirchenheerweg südlich von Nr. 28 (Lage)                     | O   | Denkmalanlage, Kriegerdenkmal (Kriegerdenkmal 1914/18 und 1939/45) | | 1921                                                                                   | Distel, Hermann                                    |          |                |
| 26774 (999)      | Kirchwerder Elbdeich 3 (Lage)                                | O   | Kate                                                               | | 1746                                                                                   |                                                    |          | BW             |
| 26776 (372)      | Kirchwerder Elbdeich 5 (Lage)                                | O   | Kate                                                               | | 1802                                                                                   |                                                    |          | BW             |
| 26773 (1056)     | Kirchwerder Elbdeich 28 (Lage)                               | O   | Wohnwirtschaftsgebäude                                             | | 19. Jh., 1. Hälfte                                                                     |                                                    |          | BW             |
| 26764            | Kirchwerder Elbdeich 38 (Lage)                               | O   | Wohnhaus                                                           | | 1900                                                                                   |                                                    |          | BW             |
| 27596            | Kirchwerder Elbdeich 45 (Lage)                               | O   | Wohnhaus                                                           | | 1780                                                                                   |                                                    |          | BW             |
| 27620            | Kirchwerder Elbdeich 70 (Lage)                               | O   | Wohnhaus                                                           | | 1846                                                                                   |                                                    |          | BW             |
| 29775 (866)      | Kirchwerder Elbdeich 78 (Lage)                               | O   | Hofanlage (Wohnwirtschaftsgebäude; Garten; Einfriedung; u. a.)     | Hofanlage mit Hufnerhaus, gepflastertem Hofplatz, Garten, Windbäumen und Hecke sowie Stegel          | 1700, um                                                                               |                                                    |          | BW             |
| 27604            | Kirchwerder Elbdeich 86 (Lage)                               | O   | Kate                                                               | | 1754                                                                                   |                                                    |          | BW             |
| 27612 (1893)     | Kirchwerder Elbdeich 110 (Lage)                              | O   | Wirtschaftsgebäude                                                 | | 18. Jh.                                                                                |                                                    |          | BW             |
| 27613 (672)      | Kirchwerder Elbdeich 142 (Lage)                              | O   | Kate                                                               | | 1700, um                                                                               |                                                    |          | BW             |
| 29769            | Kirchwerder Elbdeich 154 (Lage)                              | O   | Bauernhaus; u. a.                                                  | Bauernhaus mit Eisenzaun und Deichbäumen                                                             | 1873                                                                                   |                                                    |          | BW             |
| 29789            | Kirchwerder Elbdeich 180 (Lage)                              | O   | Wohnwirtschaftsgebäude; u. a.                                      | Wohnwirtschaftsgebäude, Eisenzaun und Windbäume                                                      | 1883                                                                                   |                                                    |          | BW             |
| 27611 (1439)     | Kirchwerder Elbdeich 181 (Lage)                              | O   | Kate                                                               | | 1736                                                                                   |                                                    |          | BW             |
| 27610            | Kirchwerder Elbdeich 190 (Lage)                              | O   | Kate                                                               | | 1804                                                                                   |                                                    |          | BW             |
| 27618 (770)      | Kirchwerder Elbdeich 201 (Lage)                              | O   | Kate                                                               | | 1782                                                                                   |                                                    |          | BW             |
| 27609 (387)      | Kirchwerder Elbdeich 219 (Lage)                              | O   | Kate                                                               | | 1720, um; 1800, um                                                                     |                                                    |          | BW             |
| 29776 (271, 373) | Kirchwerder Elbdeich 248 (Lage)                              | O   | Hufnerhaus; u. a.                                                  | Hufnerhaus, Hofpforte und Windbäume                                                                  | 1785                                                                                   |                                                    |          | BW             |
| 27607 (1226)     | Kirchwerder Elbdeich 276 (Lage)                              | O   | Schulgebäude                                                       | Schule Kirchwerder-Howe, heute Jugendzentrum                                                         | 1883                                                                                   | Schuback, Erwin                                    |          | weitere Bilder |
| 26770 (126)      | Kirchwerder Elbdeich südwestlich von Nr. 120 (Lage)          | O   | Grenzstein, Fischereibegrenzungsstein                              | | 19. Jh., vermutl.                                                                      |                                                    |          | BW             |
| 27605 (425)      | Kirchwerder Hausdeich 24 (Lage)                              | O   | Bauernhaus                                                         | | 1720, um                                                                               |                                                    |          | BW             |
| 27606 (1013)     | Kirchwerder Hausdeich 42 (Lage)                              | O   | Hufnerhaus                                                         | | 1555; 1700, um                                                                         |                                                    |          | BW             |
| 27599 (360)      | Kirchwerder Hausdeich 108 (Lage)                             | O   | Kate                                                               | | 1800, um                                                                               |                                                    |          | BW             |
| 29768 (426)      | Kirchwerder Hausdeich 114 (Lage)                             | O   | Hofanlage (Bauernhaus; Scheune)                                    | Bauernhaus und Scheune                                                                               | 1800, um                                                                               |                                                    |          | BW             |
| 27600 (369)      | Kirchwerder Hausdeich 124 (Lage)                             | O   | Hufnerhaus                                                         | | 17. Jh.; 18. Jh.                                                                       |                                                    |          | BW             |
| 27601            | Kirchwerder Hausdeich 135 (Lage)                             | O   | Kate                                                               | | 1743                                                                                   |                                                    |          | BW             |
| 27602 (370)      | Kirchwerder Hausdeich 136 (Lage)                             | O   | Hufnerhaus                                                         | | 1736                                                                                   |                                                    |          | BW             |
| 27588            | Kirchwerder Hausdeich 154 (Lage)                             | O   | Kate                                                               | | 1800, um                                                                               |                                                    |          | BW             |
| 27603 (255)      | Kirchwerder Hausdeich 180 (Lage)                             | O   | Grabsteine                                                         | | 1608; 1690                                                                             |                                                    |          | BW             |
| 29790            | Kirchwerder Hausdeich 180 (Lage)                             | O   | Hofanlage (Wohnwirtschaftsgebäude; Scheune; Waschhaus)             | Hofanlage mit Wohnwirtschaftsgebäude, Längsdielenscheune und Waschhaus                               | 19. Jh.                                                                                |                                                    |          | BW             |
| 27622            | Kirchwerder Hausdeich 204 (Lage)                             | O   | Wohnhaus                                                           | | 1888                                                                                   |                                                    |          | BW             |
| 27617 (268)      | Kirchwerder Hausdeich 216 (Lage)                             | O   | Kate                                                               | | 1735                                                                                   |                                                    |          | BW             |
| 29783 (490)      | Kirchwerder Hausdeich 224 (Lage)                             | O   | Bauernhaus                                                         | Wohnwirtschaftsgebäude und Eisenzaun                                                                 | 1830, um                                                                               |                                                    |          | BW             |
| 27614 (799)      | Kirchwerder Hausdeich 228 (Lage)                             | O   | Wohnhaus (mit Bäckerei)                                            | | 19. Jh., 1. Hälfte                                                                     |                                                    |          | BW             |
| 27621 (371)      | Kirchwerder Hausdeich 230 (Lage)                             | O   | Kate                                                               | | 18. Jh., Ende                                                                          |                                                    |          | BW             |
| 29782 (489)      | Kirchwerder Hausdeich 238 (Lage)                             | O   | Hofanlage (Wohnwirtschaftsgebäude; Scheune)                        | Hofanlage mit Wohnwirtschaftsgebäude und Scheune                                                     | 1748 (Wohnwirtschaftsgebäude); 1750, nach (Scheune)                                    |                                                    |          | BW             |
| 27623            | Kirchwerder Hausdeich 260 (Lage)                             | O   | Bauernhaus                                                         | | 16. Jh.; 1650, um; 1764; 19. Jh.                                                       |                                                    |          | BW             |
| 27619            | Kirchwerder Hausdeich 278 (Lage)                             | O   | Bauernhaus                                                         | | 1808                                                                                   |                                                    |          | BW             |
| 29780            | Kirchwerder Hausdeich 341 (Lage)                             | O   | Schulgebäude                                                       | Schulhaus und Lehrerwohnhaus                                                                         | 1920                                                                                   | Weirich                                            |          | weitere Bilder |
| 29781 (272)      | Kirchwerder Mühlendamm 5 (Lage)                              | O   | Hofanlage (Wohnwirtschaftsgebäude; Scheunen; Speicher; Stall)      | Vierländer Bauerngehöft aus Wohnwirtschaftsgebäude, Scheune, Kornspeicher, Scheune und Schweinestall | 1834 (Wohnwirtschaftsgebäude); 1632 (Scheune); 1535 (Kornspeicher); 1820, um (Scheune) |                                                    |          | BW             |
| 29774 (142)      | Kirchwerder Mühlendamm 75 (Lage)                             | O   | Windmühle; Müllerhaus; u. a.                                       | Holländerwindmühle, Müllerhaus und Pflasterung                                                       | 1830                                                                                   |                                                    |          |                |
| 51456            | Kraueler Hauptdeich 17 (Lage)                                | O   | Gutshaus                                                           | Gutsverwalterhaus ehm. Domäne Riepenburg (Unterschutzstellung 2022)                                  | 1853                                                                                   | Maack, Johann Hermann                              |          |                |
| 1435 (92)        | Kraueler Hauptdeich 17 (Lage)                                | O   | Turmhügelburg                                                      | Reste des Burghügels der Riepenburg (Fundplatz Kirchwerder 52) (Unterschutzstellung 2.12.1930)       | Mittelalter                                                                            |                                                    |          |                |
| 29784            | Kraueler Hauptdeich 193 (Lage)                               | O   | Hofanlage (Wohnwirtschaftsgebäude; Scheune)                        | Hofanlage mit Wohnwirtschaftsgebäude und Scheune                                                     | 19. Jh., Mitte                                                                         |                                                    |          | BW             |
| 27589 (1496)     | Kraueler Hauptdeich nordöstlich von Nr. 261 (Lage)           | O   | Grenzstein                                                         | | 1856 (vermutl.)                                                                        |                                                    |          | BW             |
| 27591 (1497)     | Kraueler Hauptdeich südlich Nr. 115 (Lage)                   | O   | Grenzstein                                                         | | 19. Jh., Mitte                                                                         |                                                    |          | BW             |
| 27592            | Kuwerdamm o.Nr. (Lage)                                       | O   | Luftschutzbau, Betonformsteinunterstand                            | | 20. Jh., 2. Viertel                                                                    |                                                    |          | BW             |
| 27616            | Lauweg 24 (Lage)                                             | O   | HJ-Heim                                                            | | 1937, um                                                                               |                                                    |          | BW             |
| 31124            | Norderquerweg 1, bei Nr. 1 (Lage)                            | E   |                                                                    | Norderquerweg 1                                                                                      |                                                                                        |                                                    | 31124    | BW             |
| 27625            | Norderquerweg 1 (Lage)                                       | O   | Feuerwache, Spritzenhaus                                           | | 1928                                                                                   |                                                    | 31124    |                |
| 27608            | Norderquerweg 34 (Lage)                                      | O   | Kapelle                                                            | Kapelle der Hermannsburger Mission (Zion-Kapelle)                                                    | 1885                                                                                   |                                                    |          | BW             |
| 31126            | Norderquerweg 124, 126 (Lage)                                | E   |                                                                    | Norderquerweg 124, 126                                                                               |                                                                                        |                                                    | 31126    | BW             |
| 27631            | Norderquerweg 124 (Lage)                                     | O   | Wohnhaus                                                           | | 1836                                                                                   |                                                    | 31126    | BW             |
| 27630            | Norderquerweg 126 (Lage)                                     | O   | Wohnhaus                                                           | | 1840, um                                                                               |                                                    | 31126    | BW             |
| 29767 (896)      | Norderquerweg 148 (Lage)                                     | O   | Bahnhof (Bahnhofsgebäude; Schuppen; Bahnsteig; u. a.)              | Gebäude des Bahnhofs Kirchwerder mit Güterschuppen, Bahnsteig und Bahnsteigkante                     | 1911/12                                                                                |                                                    |          |                |
| 27624            | Norderquerweg bei Nr. 1 (Lage)                               | O   | Kriegerdenkmal (Kriegerdenkmal 1914/18)                            | | 20. Jh., 1. Hälfte                                                                     |                                                    | 31124    | BW             |
| 27593            | Ost-Kraueler Bogen 17 (Lage)                                 | O   | Bauernhaus                                                         | | 1707                                                                                   |                                                    |          | BW             |
| 27594 (1508)     | Overwerder Hauptdeich o.Nr. (Lage)                           | O   | Grenzstein                                                         | | 19. Jh., vermutl.                                                                      |                                                    |          | BW             |
| 26780            | Süderquerweg 330 (Lage)                                      | O   | Wohnhaus (mit Werkstatt)                                           | | 1865                                                                                   |                                                    |          | BW             |
| 27615            | Süderquerweg 440 (Lage)                                      | O   | Scheune                                                            | | 1680, um                                                                               |                                                    |          | BW             |
| 26779            | Warwischer Hauptdeich 68 (Lage)                              | O   | Wohnhaus                                                           | | 1850, um                                                                               |                                                    |          | BW             |
| 26769            | Warwischer Hinterdeich 65 (Lage)                             | O   | Scheune                                                            | | 19. Jh.                                                                                |                                                    |          | BW             |
| 26768 (877)      | Warwischer Hinterdeich 119 (Lage)                            | O   | Wohnhaus                                                           | | 1800, um                                                                               |                                                    |          | BW             |
| 26778            | Warwischer Hinterdeich 166 (Lage)                            | O   | Kate                                                               | | 1722                                                                                   |                                                    |          | BW             |
| 26766            | West-Kraueler Bogen 1 (Lage)                                 | O   | Scheune                                                            | | 19. Jh.                                                                                |                                                    |          |                |
| 29785            | Wrauster Bogen 44 (Lage)                                     | O   | Hofanlage (Wohnwirtschaftsgebäude; Scheune; Waschhaus)             | Hofanlage mit Wohnwirtschaftsgebäude, Scheune und Waschhaus                                          | 1600, um (Wohnwirtschaftsgebäude); 1650, um (Scheune)                                  |                                                    |          | BW             |
| 27597            | Wrauster Bogen 54 (Lage)                                     | O   | Schulgebäude                                                       | Schule Kirchwerder-Warwisch, seit 1975 Freizeitheim und Segelzentrum für Jugendliche (Haus Warwisch) | 1885; 1902                                                                             |                                                    |          | weitere Bilder |
| 27598 (1045)     | Zollenspieker-Hauptdeich 106 (Lage)                          | O   | Kate                                                               | | 1815                                                                                   |                                                    |          | BW             |
| 29786            | Zollenspieker-Hauptdeich 126 (Lage)                          | O   | Hofanlage (Wohnwirtschaftsgebäude; Scheune)                        | Hofanlage mit Wohnwirtschaftsgebäude und Scheune                                                     | 1910, um (Wohnwirtschaftsgebäude); 1734 (Scheune)                                      |                                                    |          | BW             |
| 29771            | Zollenspieker-Hauptdeich 138 (Lage)                          | O   | Wohnhaus; Schuppen; Zaun                                           | Wohnhaus, Schuppen und Zaun                                                                          | 19. Jh., 1. Hälfte                                                                     |                                                    |          | BW             |
| 27587 (380)      | Zollenspieker-Hauptdeich 143 (Lage)                          | O   | Zollhaus/Fährhaus (Gasthaus (nach Umbau))                          | Zollenspieker Fährhaus                                                                               | 1620, ab                                                                               |                                                    |          | weitere Bilder |